# Musée de la ville d'eaux
Le Spa ! museum - Le Musée de la Ville d'eaux (anciennement Musée communal) rassemble des collections d'objets et œuvres d'art liées à la ville de Spa, en Belgique.
Ouvert comme Musée communal en 1894, il occupe depuis 1965 une partie du site de l'ancienne Villa royale de Spa, qui fut la résidence de la reine Marie-Henriette de Habsbourg-Lorraine, épouse de Léopold II. Le musée est inauguré officiellement dans le pavillon central du bâtiment, le 6 juin 1970.

## Historique

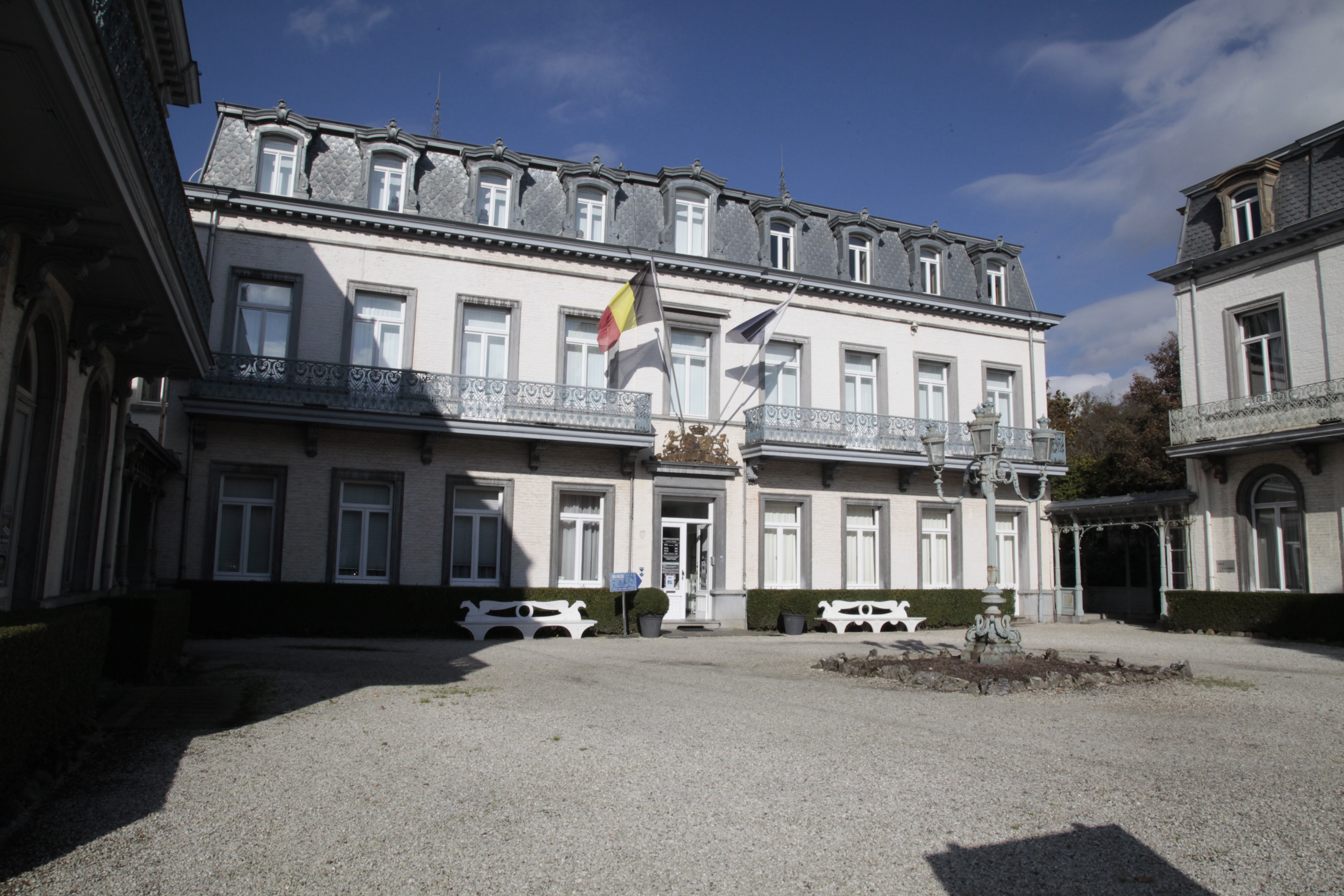
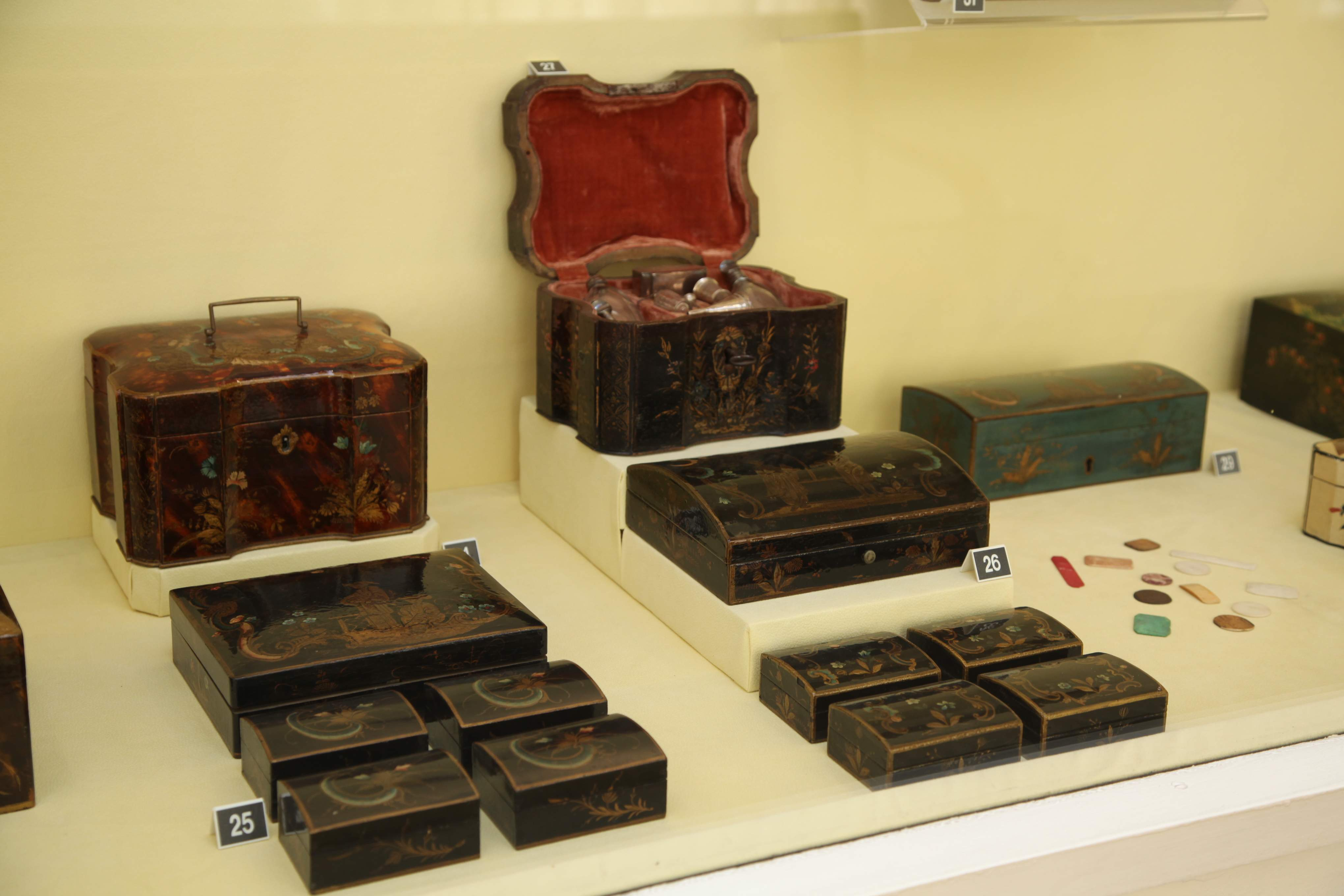
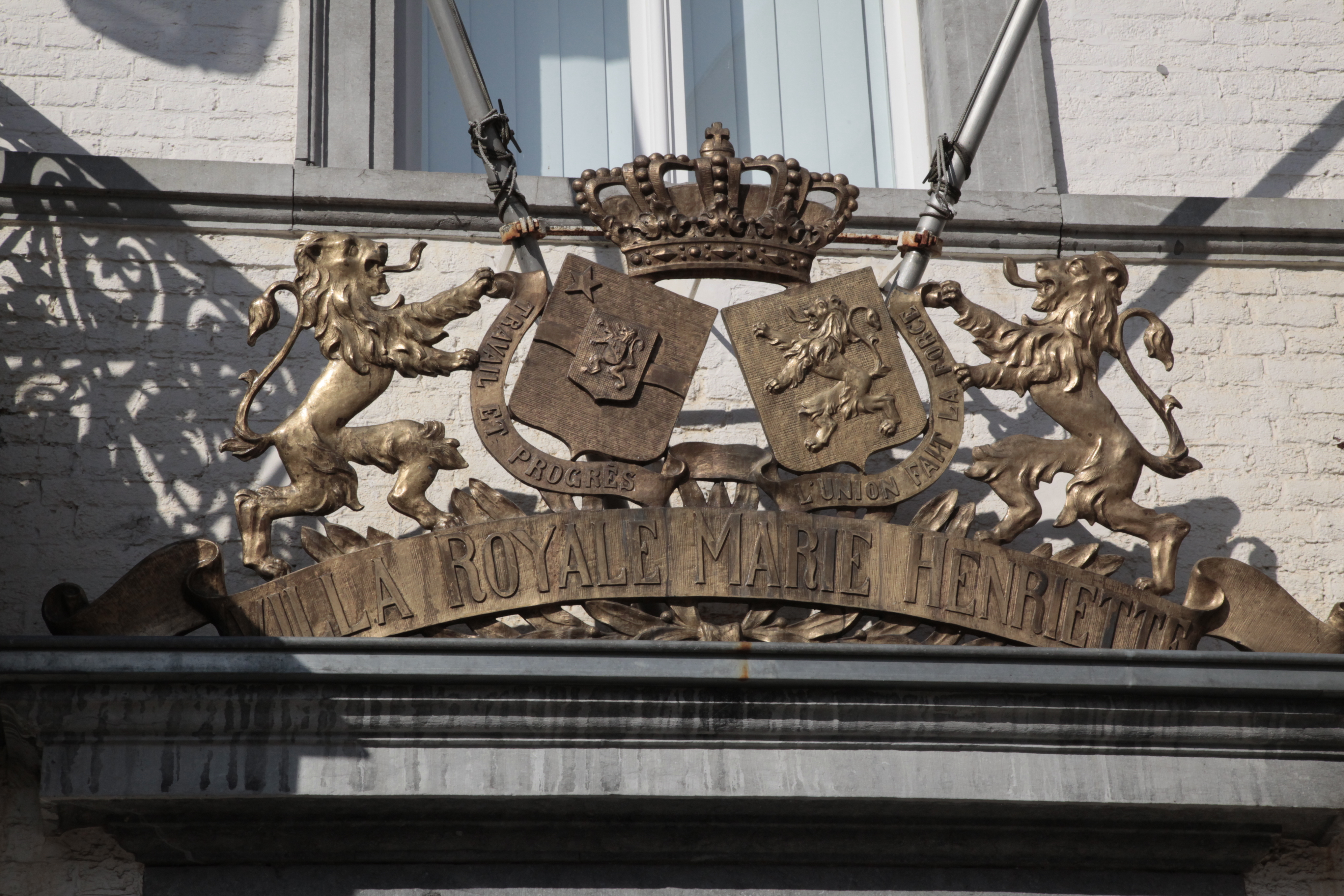

En 1894, appelé Musée communal de Spa, il partage ses locaux avec l’École des Beaux-Arts, à côté de l’ancienne poste, à l’angle de la rue Servais à Spa.
Dès 1942, le Musée communal s’installe au Waux-hall où il cohabite avec l’orphelinat de la ville.
Depuis 1965, il est situé dans la partie centrale de l'ancienne Villa royale. Cet espace muséal comprend plusieurs collections appartenant à la Ville de Spa.
L'exposition permanente "Spa Story" présente quatre siècles d'histoire du thermalisme à Spa. Spa est aujourd’hui un nom commun, synonyme d’espace de bien-être où l’eau joue un rôle primordial. Pourquoi et comment ce petit bourg, inconnu avant le 16e siècle, a-t-il acquis cette renommée internationale et peut-il prétendre aujourd’hui au label UNESCO ? C’est une histoire passionnante ! Documents authentiques, objets rares et vidéos vous expliqueront le parcours du berceau du thermalisme moderne devenu le «Café de l’Europe» puis la «Perle des Ardennes». Eaux minérales, jeux de hasard, bobelins illustres, et Jolités de Spa ou en bois de Spa s’entremêlent pour évoquer les nombreuses spécificités de cette histoire, qui coule de source…
Un parc paisible, qui était autrefois le jardin de la villa, est situé à l'arrière du bâtiment. Il accessible librement, à tout moment de la journée.
S'y trouve une seconde exposition permanente, "Le Musée spadois du cheval", logée dans les écuries de l'ancienne Villa royale. Elle comprend une série de salles et de box illustrant chacun un aspect différent des activités équestres pratiquées à Spa depuis l’organisation des premières courses de chevaux du continent en 1773. Une sellerie, une maréchalerie ainsi que des véhicules hippomobiles complètent cet ensemble.

## Expositions temporaires
Depuis 1965, le musée a régulièrement organisé des expositions temporaires. Vous pouvez en découvrir la liste sur le site officiel du musée.

## Modalités pratiques
Différents itinéraires permettent de rejoindre le musée, avec le bus de la ligne 388, le train (ligne 44) ou la voiture (Autoroute E42/A27 sortie 8 ou Autoroute E25/A26 sortie 45).

## Patrimoine immobilier classé de Spa
Le musée, situé dans l'ensemble formé par l'ancienne Villa royale et ses abords immédiats, fait partie du patrimoine immobilier classé de Spa, suivant un arrêté du 27 septembre 1972, sous le numéro d'inventaire 63072-CLT-0006-01.
Le 7 janvier 1994, certains éléments de la Villa royale, sont aussi inventoriés (no 63072-CLT-0007-01) :
- les façades avant des trois bâtiments ;
- les façades donnant sur la cour des deux ailes latérales ;
- les galeries couvertes reliant les bâtiments entre eux ;
- les toitures des trois bâtiments ;
- le lampadaire en fonte de la cour rectangulaire.

Le périmètre définissant cet ensemble peut être visualisé sur Google Earth sous le code 63072-CLT-0006-01-GOOG-01-01. Une galerie de photos peut être consultée sur le Portail de la Wallonie.